# Stile di apprendimento
Il termine stile di apprendimento è riconducibile a un insieme di teorie sulle diverse modalità di apprendimento e su come queste dovrebbero essere tenute in considerazione per rendere più efficaci relativi processi. Tuttavia tali teorie, per quanto largamente diffuse e spesso ancora insegnate in ambito pedagogico, risultano al momento prive di un adeguato supporto basato su prove scientifiche, e sono anzi state più volte smentite dagli studi.
Lo stile di apprendimento è un comportamento cognitivo, affettivo e fisiologico di come viene appreso l'ambiente intorno a sé e vengono acquisite nuove informazioni.
Esistono svariati stili che vengono classificati in diversi modi e la persona stessa può usare diversi stili a seconda della situazione.
Il processo formativo, ovvero di insegnamento e apprendimento deve cercare di veicolare l'uno e l'altro verso un punto d'incontro. Si pone quindi il bisogno di uno scambio di informazioni che, unito al buon senso, mettono il docente nella condizione di mediare e filtrare il sapere e l'alunno nella condizione di interagire con l'insegnante, da cui attingere informazioni, ma che dovrà poi rielaborare ed apprendere nel modo più consono e a lui vicino. 
Al docente è richiesto di conoscere i propri studenti e comprendere quali stili sono soliti impiegare, in modo tale che si sappia la modalità di funzionamento di alcuni strumenti impiegati dall'alunno per apprendere. 
Nello specifico si fa riferimento alle vie sensoriali e alla famosa cassetta degli attrezzi di natura sensoriale.
Una prima classificazione sensoriale suddivide gli stili in: visivo, auditivo verbale/non verbale e cinestesico.
Da un punto di vista cognitivo invece le informazioni si elaborano in maniera analitica (dai dettagli si ricostruisce l'insieme) o globale (dalla totalità si scende nei dettagli), in maniera sistematica o intuitiva, riflessiva o impulsiva, convergente o divergente.
Nel caso dello stile visivo, il canale sensoriale prevalente è la vista. Gli studenti visivi apprendono meglio con immagini, tabelle, schemi. Tendono a visualizzare immagini che rappresentano dati ed informazioni. La memoria visiva è più accentuata rispetto a quella globale. Incontrano difficoltà nell'ascoltare per molto tempo, non amano parlare al telefono, ma preferiscono parlare vis a vis (di persona). Quando incontrano una persona dopo molto tempo riconoscono molto facilmente i tratti somatici che essa assume e, durante l'interazione sono quindi molto attenti alle espressioni del viso e del corpo, piuttosto che alle parole. Elaborano le informazioni, producendo per immagini mentali e per realizzare un compito, preferiscono seguire istruzioni di natura visiva.
Nel caso dello stile verbale, l'elaborazione delle informazioni procede meglio a parole piuttosto che ad immagini. Gli studenti apprendono meglio ascoltando, si concentrano sulle parole sentite o lette. Prediligono istruzioni verbali o scritte. 
Nel caso dello stile cinestesico, negli studenti sono molto attive la motricità e la fisicità. Sia in fase di ricezione degli stimoli sia in quella di elaborazione e memorizzazione, i cinestesici necessitano di muoversi e nella comunicazione tendono a gesticolare molto, sono attivi e prediligono l'azione. 
Nel caso dello stile analitico, gli studenti percepiscono inizialmente i particolari, sono infatti degli specialisti nel cogliere i dettagli, che registrano facilmente. Analizzano un elemento alla volta e risolvono i problemi in maniera sequenziale e logica, tanto da non sfuggire loro nulla. Padroneggiano con grande facilità i contenuti, invece, per quello che riguarda il piano di studi, non sono soltanto sequenziali, ma inseriscono all'interno di esso tanti loro contributi, seguendo processi di ragionamento di tipo lineare nella risoluzione di una serie di problemi. 
Nel caso dello stile globale, davanti ad un testo o ad un'immagine, gli studenti tenderanno a cogliere sempre l'aspetto generale, mai il particolare. Gli studenti globali tendono a comprendere i principi generali, provare e sviluppare ipotesi multiple in una sola volta, riuscendo quindi ad avere una visione d'insieme, senza necessariamente dover focalizzare o tornare indietro. Apprendono quindi in modo molto rapido una serie di informazioni e dati e, soprattutto se si sentono liberi di esprimere il loro pensiero ed interesse, si muovono con grande facilità. Cercano di comprendere il quadro generale dell'argomento acquisendo in modo equilibrato una visione d'entrata che li aiuta a capire il contesto. 
Nel caso dello stile sistematico, gli studenti procedono gradualmente prendendo in esame le variabili singolarmente, preferiscono lavorare con una serie di dati, fatti e sperimentazioni e risolve una serie di quesiti, problemi, procedure standard più note, anche sperimentali, proprio perché le hanno già provate su di sé. Sono molto attenti, colgono bene i dettagli, infatti il loro percorso di apprendimento è molto analitico e consapevole, infatti hanno bisogno di molto tempo e necessitano di consegne ed indicazioni precise e complete, altrimenti si rischia che entrino in confusione.
Nel caso dello stile intuitivo, gli alunni viaggiano molto con la mente e l'immaginazione. Gli studenti intuitivi preferiscono lavorare con i principi e le teorie, amano le novità, invece odiano le ripetizioni. Procedono per ipotesi che cercano di confermare o confutare, interpretano le consegne e non necessitano di indicazioni dettagliate di quanto si deve fare. 
Nel caso dello stile riflessivo, gli studenti si prendono tempo per riflettere, intraprendono il compito ponendosi una serie di domande, venendo a conoscenza di tutti i dettagli del problema, ragionandoci molto ed iniziando poi ad eseguire quanto richiesto. Dunque, l'elaborazione è più lenta, ma più precisa. 
Nel caso dello stile impulsivo, gli studenti tendono a prendere decisioni in maniera veloce, frettolosa, senza rifletterci, infatti agiscono automaticamente. Sono soliti rispondere ad una serie di domande ancora prima che sia completata la domanda stessa. Iniziano a mettere in atto un progetto senza conoscerne tutte le fasi o compiti assegnatogli, senza guardare alla sequenza.
Nel caso dello stile convergente, gli studenti utilizzano il ragionamento e la logica per trovare soluzioni a problemi concreti. Procedono seguendo una linea logica e convenzionale e convergono verso una risposta prevedibile. Prediligono compiti tecnici, hanno capacità di risoluzione di problemi e di presa di decisione. Sono dotati di caratteristiche specialistiche e tecnologiche molto ampie. 
Nel caso dello stile divergente, gli studenti sono in grado di guardare la cosa da più prospettive, tendono a raccogliere informazioni ed usare l'immaginazione per risolvere i problemi. Arrivano a più soluzioni diverse, tutte valide e concrete, poiché analizzano guardando il problema da più punti di vista e non arrivando a più soluzioni. Procedono in modo autonomo e creativo, generando una serie di risposte originali e flessibili, sviluppano molteplici idee e hanno vasti interessi culturali.
Esistono poi lo stile multimodale, della dominanza emisferica, il modello sociale solitario, il ciclo dell'apprendimento di Kolb, il modello di Honey e Mumfords ed infine la tassonomia Blooms.

## Stile di apprendimento sociale
L'apprendimento sociale è dato dall'interazione con gli altri individui, la trasmissione di conoscenze, comunicare.
Esempio:
Le prime interazioni tra una mamma e il bambino permettono al bambino di imparare a distinguere se stesso dal resto della realtà, a comunicare e a fare previsioni su quello che lo circonda.

## Stile di apprendimento solitario
L'apprendimento solitario è l'apprendere conoscenze da soli, la nostra cultura personale data dai nostri interessi
Esempio:
Il gatto giocando con una pallina impara i movimenti necessari alla cattura delle prede.

## Apprendimento di Kolb
Kolb propone degli stili di apprendimento che hanno origine dalla combinazione di due assi: uno che si basa sulla preferenza per l’osservazione riflessiva e la sperimentazione attiva e l’altro che si basa sulla preferenza per l’esperienza concreta e la concettualizzazione astratta. Lo stile adattivo si caratterizza per la preferenza all’ esperienza concreta e la sperimentazione attiva quindi prediligerà i fatti alle parole, partecipando attivamente all’ apprendimento. Lo studente che possiede uno stile divergente privilegerà l’osservazione riflessiva e le esperienze concrete e cioè tende a trovare relazione tra quanto appreso e la propria esperienza personale. Lo stile convergente si basa sulla concettualizzazione astratta e la sperimentazione attiva per cui l’alunno imparerà per prove ed errori. Infine abbiamo lo stile assimilatore caratterizzato dall'osservazione riflessiva e concettualizzazione astratta e di conseguenza l’alunno avrà uno stile rigido, oggettivo e molto strutturato.

## Apprendimento di Honey e Mumford
Honey e Mumford definiscono quattro stili di apprendimento: attivista, riflessivo, teorico e pragmatico. Lo stile attivista è lo stile del “fare”, questi soggetti amano lavorare nel problem-solving e nel role-playing. Le persone con uno stile riflessivo preferiscono apprendere partendo da esperienze concrete e per far evolvere le proprie conoscenze utilizzano la riflessione sulle esperienze ed è in contrapposizione con lo stile teorico in cui si acquisiscono conoscenze a partire dalla teoria. Infine lo stile pragmatico è tipico di colui che apprende grazie alla sperimentazione attiva cioè ha bisogno di verificare il proprio apprendimento nelle quotidianità.